# Madonna col Bambino tra i santi Giovannino e Caterina
La Madonna col Bambino tra i santi Giovannino e Caterina è un dipinto a olio su tela (101x142 cm) di Tiziano, databile al 1530 circa e conservato nella National Gallery a Londra.

## Storia
Frizzoni propose di identificare questa Madonna con quella ricordata nel 1532 da Marcantonio Michiel in casa di Andrea Odoni a Venezia, mentre Tietze pensò che fosse una delle tre tele richieste da Federico Gonzaga all'artista nel 1530.
L'opera si trovava nella sagrestia del monastero dell'Escorial, da dove, nell'Ottocento, passò a Parigi, attraverso le collezioni Baeucousin e poi Coesvelt. Fu acquistata dal museo londinese nel 1860.
Ne esistono copie di bottega alla Galleria Palatina di Firenze e nel Kunsthistorisches Museum di Vienna.

## Descrizione e stile
In un prato idilliaco la Madonna è seduta col Bambino in grembo, offerto al bacio di santa Caterina d'Alessandria (identificata in base al raffronto con altre opere come la Madonna del Coniglio, non per la presenza di attributi). La santa sta sollevando il fanciullo, sorvegliata da Maria, e probabilmente un attimo dopo lo deporrà. Più a sinistra si trova san Giovannino che offre a Maria fiori e frutta. In cielo appare un angioletto, notato da alcuni pastori sullo sfondo.
Nelle opere degli anni trenta Tiziano rinuncia via via alla magniloquenza dei gesti, a favore di altri elementi. In questo caso l'intreccio dei movimenti dà alla pala una forte unità compositiva e il concerto coloristico è notevole, sebbene appannato da una pulitura troppo drastica.
Notevole è il fascino dei colori scelti e la sensibilità verso il paesaggio, con lo stile della pennellata che si fa via via più corsivo e "moderno" all'allontanarsi dal primo piano.